# Вільнянська сільська рада (Оріхівський район)
| Вільнянська сільська рада — колишній орган місцевого самоврядування у Оріхівському районі Запорізької області з адміністративним центром у с. Вільнянка. Історична дата утворення: в 1920 році. Сільській раді були підпорядковані населені пункти: - с. Вільнянка - с. Василівське - с. Обще |

## Склад ради
Рада складалася з 12 депутатів та голови.

### Керівний склад ради
| ПІБ                     | Основні відомості                                                                  | Дата обрання | Дата звільнення |
| ----------------------- | ---------------------------------------------------------------------------------- | ------------ | --------------- |
| Бородай Віктор Іванович | Сільський голова, 1958 року народження, освіта, член Соціалістичної партії України | 26.03.2006   | 31.10.2010      |
| Бородай Віктор Іванович | Сільський голова, 1958 року народження, освіта вища                                | 31.10.2010   |                 |

Примітка: таблиця складена за даними джерела

## Пам'ятки
- На території сільської ради на північ від села Василівське розташований ландшафтний заказник місцевого значення «Балка Зеленянська»[2].